# Huilong Shuiku
Huilong Shuiku (kinesiska: 回龙水库) är en reservoar i Kina. Den ligger i provinsen Sichuan, i den sydvästra delen av landet, omkring 240 kilometer öster om provinshuvudstaden Chengdu. Huilong Shuiku ligger 425 meter över havet. Arean är 1,1 kvadratkilometer. Trakten runt Huilong Shuiku består till största delen av jordbruksmark. Den sträcker sig 2,6 kilometer i nord-sydlig riktning, och 2,2 kilometer i öst-västlig riktning.
Genomsnittlig årsnederbörd är 1 469 millimeter. Den regnigaste månaden är september, med i genomsnitt 284 mm nederbörd, och den torraste är december, med 11 mm nederbörd.